# Batrachotetrix pistrinarius
Batrachotetrix pistrinarius är en insektsart som beskrevs av Henri Saussure 1884. Batrachotetrix pistrinarius ingår i släktet Batrachotetrix och familjen Pamphagidae. Inga underarter finns listade i Catalogue of Life.